# 몰리 삼등분 정리

6개의 선분이 큰 삼각형의 세 각을 삼등분한다면 가운데에 위치한 삼각형의 세 변의 길이는 같다.

기하학에서 몰리 삼등분 정리(Morley三等分定理, 영어: Morley's trisector theorem)는 삼각형의 한 가지 경이로운 성질에 대한 정리이다. 이에 따르면, 임의의 삼각형의 각의 삼등분선의 이웃하는 것들끼리의 교점은 정삼각형의 꼭짓점을 이룬다.

## 정의
삼각형 {\displaystyle \triangle ABC}의 각 {\displaystyle \angle B}와 {\displaystyle \angle C}의 변 {\displaystyle BC}와 더 가까운 삼등분선의 교점이 {\displaystyle X}라고 하자. 마찬가지로 각 {\displaystyle \angle A}와 {\displaystyle \angle C}의 변 {\displaystyle AC}와 더 가까운 삼등분선의 교점이 {\displaystyle Y}라고 하고, 각 {\displaystyle \angle A}와 {\displaystyle \angle B}의 변 {\displaystyle AB}와 가까운 삼등분선의 교점이 {\displaystyle Z}라고 하자. 몰리 삼등분 정리에 따르면, 삼각형 {\displaystyle \triangle XYZ}는 정삼각형이다. 삼각형 {\displaystyle \triangle XYZ}를 삼각형 {\displaystyle \triangle ABC}의 몰리 삼각형(Morley三角形, 영어: Morley triangle)이라고 한다. 즉, 몰리 삼등분 정리는 임의의 삼각형의 몰리 삼각형은 정삼각형이라는 내용이다.

## 증명

### 초등적 증명
정삼각형 {\displaystyle \triangle XYZ}를 고정하자.:82-85, §2G 임의의 삼각형 {\displaystyle \triangle A'B'C'}에 대하여, 다음 두 조건을 만족시키는 삼각형 {\displaystyle \triangle ABC}를 찾는 것으로 족하다.
- 삼각형 {\displaystyle \triangle ABC}와 {\displaystyle \triangle A'B'C'}은 서로 닮음이다.
- 삼각형 {\displaystyle \triangle ABC}의 몰리 삼각형은 삼각형 {\displaystyle \triangle XYZ}이다.

우선
{\displaystyle \angle A'=3\alpha ,\;\angle B'=3\beta ,\;\angle C'=3\gamma }
이라고 하자. 그렇다면
{\displaystyle \alpha +\beta +\gamma =60^{\circ }}
이다. 삼각형 {\displaystyle \triangle XYZ} 외부의 세 점 {\displaystyle A,B,C}를 다음과 같이 정의하자.
{\displaystyle \angle BZX=\angle CYX=60^{\circ }+\alpha }
{\displaystyle \angle CXY=\angle AZY=60^{\circ }+\beta }
{\displaystyle \angle AYZ=\angle BXZ=60^{\circ }+\gamma }
그렇다면
{\displaystyle \angle YAZ=\alpha ,\;\angle XBZ=\beta ,\;\angle XCY=\gamma }
이다. 이제 {\displaystyle AY}와 {\displaystyle AZ}, {\displaystyle BX}와 {\displaystyle BZ}, {\displaystyle CX}와 {\displaystyle CY}가 삼각형 {\displaystyle \triangle ABC}의 세 각의 삼등분선이라는 사실을 증명하자. 직선 {\displaystyle BZ}와 {\displaystyle CY}의 교점이 {\displaystyle U}라고 하고, 직선 {\displaystyle AZ}와 {\displaystyle CX}의 교점이 {\displaystyle V}라고 하고, 직선 {\displaystyle AY}와 {\displaystyle BX}의 교점을 {\displaystyle W}라고 하자. 그렇다면
{\displaystyle \angle UYZ=\angle UZY=60^{\circ }-\alpha }
이므로 {\displaystyle UY=UZ}이며, 삼각형 {\displaystyle \triangle UYX}와 {\displaystyle \triangle UZX}는 서로 합동이다. 특히, 반직선 {\displaystyle UX}는 각 {\displaystyle \angle U}의 이등분선이다. 또한,
{\displaystyle \angle BUC=180^{\circ }-\angle UYZ-\angle UZY=60^{\circ }+2\alpha }
{\displaystyle \angle BXC=180^{\circ }-\angle CXW=120^{\circ }+\alpha }
이므로,
{\displaystyle \angle BXC=90^{\circ }+{\frac {1}{2}}\angle BUC}
이다. 즉, {\displaystyle X}는 삼각형 {\displaystyle \triangle BCU}의 내심이며, 반직선 {\displaystyle BX}와 {\displaystyle CX}는 각 {\displaystyle \angle CBU}와 {\displaystyle \angle BCU}의 이등분선이다. 마찬가지로, 반직선 {\displaystyle AY}와 {\displaystyle CY}는 삼각형 {\displaystyle \triangle ACV}의 두 각의 이등분선이며, 반직선 {\displaystyle AZ}와 {\displaystyle BZ}는 삼각형 {\displaystyle \triangle ABW}의 두 각의 이등분선이다. 즉, 이 6개의 반직선은 모두 삼각형 {\displaystyle \triangle ABC}의 세 각의 삼등분선이며, 삼각형 {\displaystyle \triangle XYZ}는 삼각형 {\displaystyle \triangle ABC}의 몰리 삼각형이다. 또한,
{\displaystyle \angle BAC=3\alpha =\angle A'}
{\displaystyle \angle ABC=3\beta =\angle B'}
{\displaystyle \angle ACB=3\gamma =\angle C'}
이므로, 삼각형 {\displaystyle \triangle ABC}와 {\displaystyle \triangle A'B'C'}은 서로 닮음이다. 닮음은 직선을 보존하고 두 직선 사이의 각의 크기를 보존하며, 특히 각의 삼등분선을 각의 삼등분선으로, 정삼각형을 정삼각형으로 변환한다. 이에 의하여 원래 삼각형 {\displaystyle \triangle A'B'C'}의 몰리 삼각형 역시 정삼각형이다.

### 삼각법을 통한 증명
몰리 삼각형의 세 변의 길이를 직접 구하여 증명할 수 있다.:43-44, §10.2 삼각형 {\displaystyle \triangle ABC}의 외접원의 반지름이 {\displaystyle R}라고 하고,
{\displaystyle \angle BAC=3\alpha ,\;\angle ABC=3\beta ,\;\angle ACB=3\gamma }
라고 하자. 그렇다면
{\displaystyle \alpha +\beta +\gamma =60^{\circ }}
이다. 삼각형 {\displaystyle \triangle BCX}에 사인 법칙을 적용하면
{\displaystyle {\begin{aligned}CX&={\frac {BC\cdot \sin \beta }{\sin(180^{\circ }-\beta -\gamma )}}\\&={\frac {2R\sin 3\alpha \sin \beta }{\sin(60^{\circ }-\alpha )}}\\&=8R\sin \alpha \sin \beta \sin(60^{\circ }+\alpha )\end{aligned}}}
를 얻는다. 마지막 등호는 항등식
{\displaystyle {\begin{aligned}\sin 3\alpha &=3\sin \alpha -4\sin ^{3}\alpha \\&=4\sin \alpha \left(\left({\frac {\sqrt {3}}{2}}\right)^{2}-\sin ^{2}\alpha \right)\\&=4\sin \alpha (\sin 60^{\circ }+\sin \alpha )(\sin 60^{\circ }-\sin \alpha )\\&=4\sin \alpha \cdot 2\sin {\frac {60^{\circ }+\alpha }{2}}\cos {\frac {60^{\circ }-\alpha }{2}}\cdot 2\sin {\frac {60^{\circ }-\alpha }{2}}\cos {\frac {60^{\circ }+\alpha }{2}}\\&=4\sin \alpha \sin(60^{\circ }+\alpha )\sin(60^{\circ }-\alpha )\end{aligned}}}
때문이다. 마찬가지로,
{\displaystyle CY=8R\sin \alpha \sin \beta \sin(60^{\circ }+\beta )}
가 성립한다. 삼각형 {\displaystyle \triangle CXY}에 코사인 법칙을 적용하면
{\displaystyle {\begin{aligned}XY^{2}&=CX^{2}+CY^{2}-2CX\cdot CY\cdot \cos \gamma \\&=64R^{2}\sin ^{2}\alpha \sin ^{2}\beta (\sin ^{2}(60^{\circ }+\alpha )+\sin ^{2}(60^{\circ }+\beta )-2\sin(60^{\circ }+\alpha )\sin(60^{\circ }+\beta )\cos \gamma )\\&=64R^{2}\sin ^{2}\alpha \sin ^{2}\beta \sin ^{2}\gamma \end{aligned}}}
를 얻는다. 마지막 등호는 세 각의 크기가 {\displaystyle 60^{\circ }+\alpha }와 {\displaystyle 60^{\circ }+\beta } 및 {\displaystyle \gamma }인 삼각형에 코사인 법칙을 적용한 결과이다. 즉,
{\displaystyle XY=8R\sin \alpha \sin \beta \sin \gamma }
이다. 이는 {\displaystyle \alpha ,\beta ,\gamma }에 대하여 대칭적이므로,
{\displaystyle XY=XZ=YZ}
가 성립한다.

## 역사
미국의 수학자 프랭크 몰리가 1900년에 제시하였다.

## 같이 보기
- 나폴레옹 정리